# Orchestre symphonique de Sydney

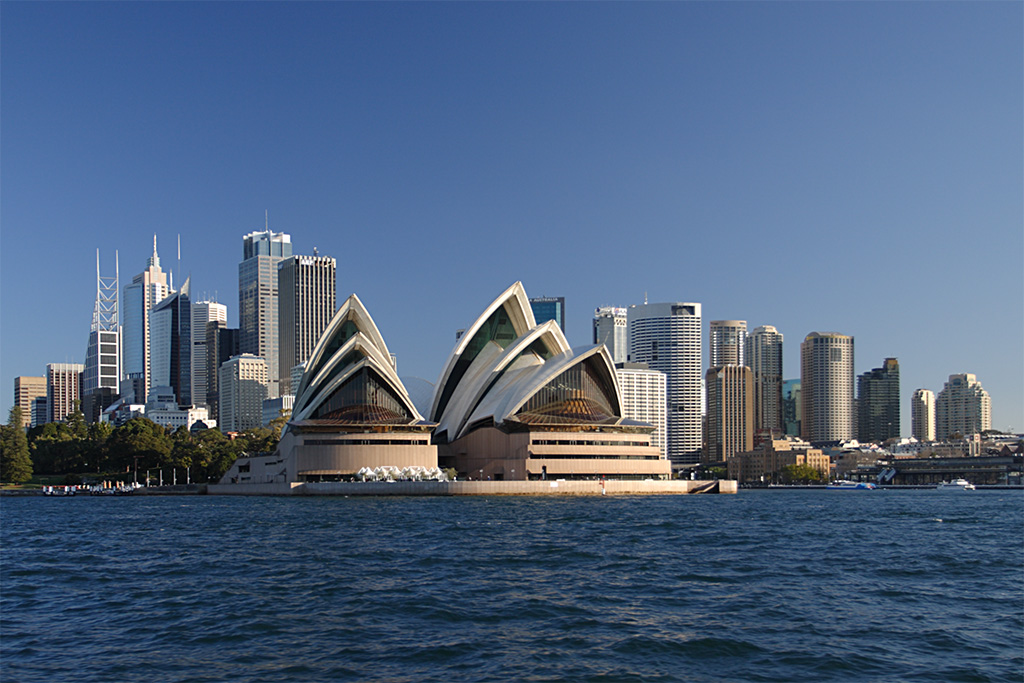
L'Orchestre symphonique de Sydney réside à l'Opéra de Sydney

L'Orchestre symphonique de Sydney,  aussi connu sous l'acronyme SSO (Sydney Symphony Orchestra ou Sydney Symphony en anglais) est un orchestre symphonique situé à Sydney en Australie. L'Orchestre symphonique de Sydney est l'orchestre australien le plus ancien, fondé en 1932. C'est aussi le plus grand orchestre symphonique d'Australie, comprenant plus de cent musiciens, et le plus illustre du continent.
Depuis 2009, le chef permanent et directeur musical de l'Orchestre symphonique de Sydney est Vladimir Ashkenazy. À partir de 2014, David Robertson prendra la relève.
Depuis 1973, l'orchestre réside au fameux Opéra de Sydney.

## Information générale
L'Orchestre symphonique de Sydney est une icône de la scène culturelle à Sydney, effectuant près de 150 concerts par an à un public annuel combiné de plus de 350 000 personnes.

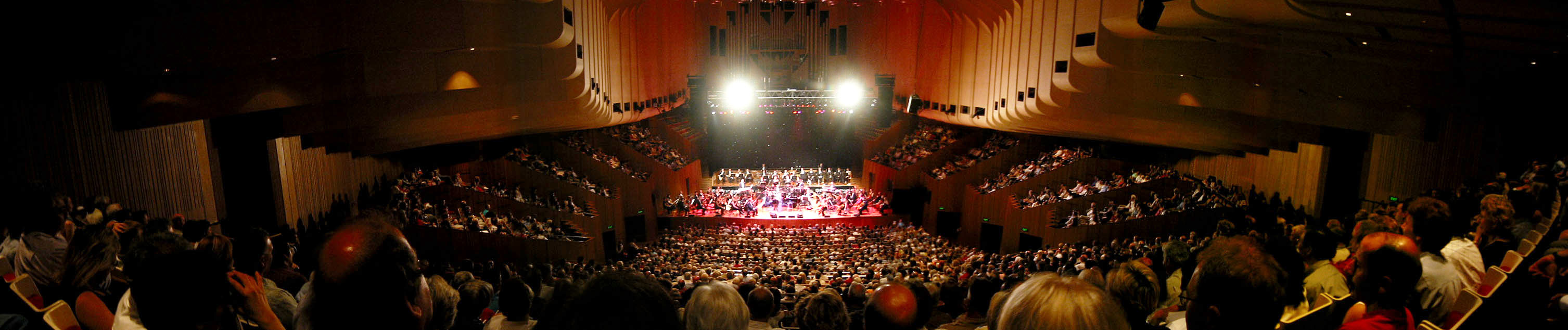
L'Orchestre Symphonique de Sydney en concert à l'Opéra de Sydney

## Historique
L'orchestre se forme en 1932 sous le nom de National Broadcasting Symphony Orchestra, mais la population du pays était encore peu importante. Il est alors composé de 24 musiciens.
Le premier concert important dans lequel l'orchestre a participé se déroula en 1934, lorsque Sir Hamilton Harty visita l'Australie. Sa visite conduit à l'appel à la création d'un orchestre symphonique permanent pour Sydney.
En 1936, l'orchestre augmenta à 45 musiciens, et à 70 pour les représentations publiques. Il inaugure également des saisons de concerts annuels de cette année-là.
En raison de l'instabilité politique en Europe dans les années 1930, de nombreux grands artistes ont passé beaucoup de temps en Australie. Les performances sont données sous la direction d'Antal Doráti et Sir Thomas Beecham. Les solistes apparaissant avec l'orchestre incluent Arthur Rubinstein, Bronisław Huberman et Artur Schnabel.
À la fin de la Seconde Guerre mondiale, la radio ABC conclut un accord avec le Conseil municipal de Sydney et le Gouvernement de Nouvelle-Galles du Sud d'établir un orchestre à Sydney.
Sous Willem van Otterloo, l'orchestre fit une tournée européenne de huit semaines en 1974, qui aboutit à deux concerts à Amsterdam et La Haye. Toujours sous la coupe de Van Otterloo, l'orchestre crée la salle de concert au sein de l'Opéra de Sydney et en fait son port d'attache de la plupart de ses concerts.

## Chefs permanents
- 1947-1956 : Eugène Goossens
- 1957-1961 : Nikolai Malko
- 1964-1967 : Dean Dixon
- 1967-1971 : Moshe Atzmon
- 1971-1978 : Willem van Otterloo
- 1979-1982 : Louis Frémaux
- 1982-1985 : Charles Mackerras
- 1986 : Zdeněk Mácal
- 1987-1991 : Stuart Challender
- 1993-2003 : Edo de Waart
- 2004-2008 : Gianluigi Gelmetti
- 2009-2013 : Vladimir Ashkenazy
- 2014-2018 : David Robertson

## Discographie
- Edward Elgar, The Dream of Gerontius  op. 38. Avec Lilli Katriina Paasikivi-Ilves (en), Mark Tucker and David Wilson-Johnson (baritone) ; the Sydney Symphony Orchestra : direction, Vladimir Ashkenazy. Nominated for an ARIA Award in 2012.

## Note
- (en) Cet article est partiellement ou en totalité issu de l’article de Wikipédia en anglais intitulé « Sydney Symphony Orchestra » (voir la liste des auteurs).